# Antonio Bucciero
Antonio Bucciero (né le 29 avril 1982 à Naples) est un coureur cycliste italien. Professionnel de 2003 à 2007, il a été vice-champion du monde junior en 2000.

## Biographie
Médaillé d'argent au championnat du monde sur route juniors à Plouay en 2000, Antonio Bucciero commence sa carrière professionnelle en 2003 dans l'équipe Saeco. Il y reste deux ans. En 2004, il remporte une étape du Tour de Bavière, se classe deuxième du Philadelphia International Championship. En 2005, il rejoint l'équipe Acqua & Sapone puis décide au mois d'avril de mettre fin à sa carrière sportive. En 2006, il court au sein de l'équipe amateur Ceramiche Pagnoncelli. Il gagne plusieurs courses, dont le Grand Prix San Giuseppe, épreuve de l'UCI Europe Tour. En 2007, il redevient professionnel au sein de l'équipe Panaria-Navigare.

## Palmarès
- 1999
  - Grand Prix Rüebliland
  - 3e du Gran Premio dell'Arno
  - 3e du championnat d'Italie sur route juniors
  - 8e du championnat du monde sur route juniors
- 2000
  - Gran Premio Marcello Falcone
  - Coppa Palazzolo
  - Trofeo Emilio Paganessi
  - 4e étape du Giro della Lunigiana
  -  Médaillé d'argent au championnat du monde sur route juniors
  - 3e du Giro della Lunigiana
- 2001
  - 2e de la Coppa Caivano
  - 2e du Grand Prix de la ville de Felino
- 2002
  - Trofeo Caduti di Soprazocco
  - Trofeo Franco Balestra
  - 2e de la Coppa San Geo
  - 2e du Trophée Edil C
  - 2e du Triptyque ardennais
  - 2e du Mémorial Roberto Ricci
  - 3e du Mémorial Gigi Pezzoni
- 2003
  - 2e du Trophée de la ville de Castelfidardo
- 2004
  - 1re étape du Tour de Bavière
  - 2e du Philadelphia International Championship
- 2005
  - 2e étape du Giro delle Valli Cuneesi
  - Circuito Silvanese
  - Circuito Mezzanese
  - Gran Premio Somma
  - Trofeo Comune di Acquanegra sul Chiese
  - 2e du Trophée Raffaele Marcoli
  - 2e de la Targa Libero Ferrario
  - 3e du Circuito Molinese
- 2006
  - Grand Prix Souvenir Jean-Masse
  - Trofeo Caduti di Soprazocco
  - Grand Prix San Giuseppe
  - Trofeo Papà Cervi
  - 1reb étape du Tour de la province de Cosenza
  - Circuito Casalnoceto
  - Gran Premio Sannazzaro
  - 2e de la Coppa San Geo
  - 2e du Trofeo Franco Balestra
  - 2e du Trofeo Comune di Acquanegra sul Chiese
  - 3e du Trofeo Edilizia Mogetta

## Résultats sur les grands tours

### Tour d'Espagne
1 participation
- 2003 : abandon (10e étape)

## Classements mondiaux
| Année           | 2005 | 2006 | 2007 |
| --------------- | ---- | ---- | ---- |
| UCI Asia Tour   | 146e |      |      |
| UCI Europe Tour | 793e | 221e | 204e |

## Distinctions
- Oscar TuttoBici des juniors : 2000